# Kitamura Kigin
Kitamura Kigin est un nom japonais traditionnel ; le nom de famille (ou le nom d'école), Kitamura, précède donc le prénom (ou le nom d'artiste).
Pour les articles homonymes, voir Kitamura.
Kitamura Kigin (北村 季吟), né le 19 janvier 1624 à Kitamura, province d'Ōmi - mort le 4 juillet 1705, est un lettré et poète japonais de haikai.
Fils d'une famille de médecins, Kitamura est élève de Matsunaga Teitoku,. À côté de ses propres haikai, il rédige des commentaires sur les classiques de la littérature japonaise tels que le Ise monogatari, le Makura no Sōshi, le Genji Monogatari et le Tsurezuregusa. Son élève le plus connu est le poète de haiku Matsuo Bashō,.